# Membracis rectangula
Membracis rectangula är en insektsart som beskrevs av Costa. Membracis rectangula ingår i släktet Membracis och familjen hornstritar. Inga underarter finns listade i Catalogue of Life.